# Grammy Awards 2018
Die Grammy Awards 2018 wurden am 28. Januar im Madison Square Garden verliehen. Damit kehrte die Veranstaltung nach 15 Jahren wieder nach New York zurück, nachdem die Verleihung in den dazwischen liegenden Jahren in Los Angeles stattgefunden hatte. Der Grammy, der wichtigste US-amerikanische Musikpreis, wurde in diesem Jahr zum 60. Mal vergeben. Die Auszeichnungen gingen an Musiker, Liedautoren und weitere erfolgreiche Akteure des Musikgeschäfts. Grundlage waren Veröffentlichungen zwischen dem 1. Oktober 2016 und dem 30. September 2017. Die Nominierungen wurden am 28. November 2017 bekanntgegeben.

## Hauptkategorien
Single des Jahres (Record of the Year):
- 24k Magic von Bruno Mars
- nominiert waren außerdem:
  - Redbone von Childish Gambino
  - Despacito von Luis Fonsi & Daddy Yankee featuring Justin Bieber
  - The Story of O. J. von Jay-Z
  - Humble von Kendrick Lamar

Album des Jahres (Album of the Year):
- 24k Magic von Bruno Mars
- nominiert waren außerdem:
  - “Awaken, My Love!” von Childish Gambino
  - 4:44 von Jay-Z
  - Damn von Kendrick Lamar
  - Melodrama von Lorde

Song des Jahres (Song of the Year):
- That’s What I Like von Bruno Mars (Autoren: Christopher Brody Brown, James Fauntleroy, Philip Lawrence, Bruno Mars, Ray Charles McCullough II, Jeremy Reeves, Ray Romulus, Jonathan Yip)
- nominiert waren außerdem:
  - Despacito von Luis Fonsi & Daddy Yankee featuring Justin Bieber (Autoren: Ramón Ayala, Justin Bieber, Jason Boyd, Erika Ender, Luis Fonsi, Marty James Garton)
  - 4:44 von Jay-Z (Autoren: Shawn Carter, Dion Wilson)
  - Issues von Julia Michaels (Autoren: Benny Blanco, Mikkel Storleer Eriksen, Tor Erik Hermansen, Julia Michaels, Justin Drew Tranter)
  - 1-800-273-8255 von Logic featuring Alessia Cara & Khalid (Autoren: Alessia Caracciolo, Sir Robert Bryson Hall II, Arjun Ivatury, Khalid Robinson)

Bester neuer Künstler (Best New Artist):
- Alessia Cara
- nominiert waren außerdem:
  - Khalid
  - Lil Uzi Vert
  - Julia Michaels
  - SZA

## Pop
Beste Pop-Solodarbietung (Best Pop Solo Performance):
- Shape of You von Ed Sheeran
- nominiert waren außerdem:
  - Love So Soft von Kelly Clarkson
  - Praying von Kesha
  - Million Reasons von Lady Gaga
  - What About Us? von Pink

Beste Popdarbietung eines Duos / einer Gruppe (Best Pop Duo / Group Performance):
- Feel It Still von Portugal. The Man
- nominiert waren außerdem:
  - Something Just Like This von den Chainsmokers & Coldplay
  - Despacito von Luis Fonsi & Daddy Yankee featuring Justin Bieber
  - Thunder von Imagine Dragons
  - Stay von Zedd & Alessia Cara

Bestes Gesangsalbum – Traditioneller Pop (Best Traditional Pop Vocal Album):
- Tony Bennett Celebrates 90 von verschiedenen Interpreten (Produzent: Dae Bennett)
- nominiert waren außerdem:
  - Nobody but Me (Deluxe-Version) von Michael Bublé
  - Triplicate von Bob Dylan
  - In Full Swing von Seth MacFarlane
  - Wonderland von Sarah McLachlan

Bestes Gesangsalbum – Pop (Best Pop Vocal Album):
- ÷ von Ed Sheeran
- nominiert waren außerdem:
  - Kaleidoscope von Coldplay
  - Lust for Life von Lana Del Rey
  - Evolve von Imagine Dragons
  - Rainbow von Kesha
  - Joanne von Lady Gaga

## Dance / Electronica
Beste Dance-Aufnahme (Best Dance Recording):
- Tonite von LCD Soundsystem
- nominiert waren außerdem:
  - Bambro Koyo Ganda von Bonobo featuring Innov Gnawa
  - Cola von CamelPhat & Elderbrook
  - Andromeda von den Gorillaz featuring D.R.A.M.
  - Line of Sight von Odesza featuring Wynne & Mansionair

Bestes Dance-/Electronic-Album (Best Dance/Electronic Album):
- 3-D the Catalogue von Kraftwerk
- nominiert waren außerdem:
  - Migration von Bonobo
  - Mura Masa von Mura Masa
  - A Moment Apart von Odesza
  - What Now von Sylvan Esso

## Zeitgenössische Instrumentalmusik
Bestes zeitgenössisches Instrumentalalbum (Best Contemporary Instrumental Album):
- Prototype von der Jeff Lorber Fusion
- nominiert waren außerdem:
  - What If von der Jerry Douglas Band
  - Spirit von Alex Han
  - Mount Royal von Julian Lage & Chris Eldridge
  - Bad Hombre von Antonio Sánchez

## Rock
Beste Rock-Darbietung (Best Rock Performance):
- You Want It Darker von Leonard Cohen
- nominiert waren außerdem:
  - The Promise von Chris Cornell
  - Run von den Foo Fighters
  - No Good von Kaleo
  - Go to War von Nothing More

Beste Metal-Darbietung (Best Metal Performance):
- Sultan’s Curse von Mastodon
- nominiert waren außerdem:
  - Invisible Enemy von August Burns Red
  - Black Hoodie von Body Count
  - Forever von Code Orange
  - Clockworks von Meshuggah

Bester Rocksong (Best Rock Song):
- Run von den Foo Fighters (Autoren: Foo Fighters)
- nominiert waren außerdem:
  - Atlas, Rise! von Metallica (Autoren: James Hetfield, Lars Ulrich)
  - Blood in the Cut von K. Flay (Autoren: JT Daly, Kristine Flaherty)
  - Go to War von Nothing More (Autoren: Ben Anderson, Jonny Hawkins, Will Hoffman, Daniel Oliver, David Pramik, Mark Vollelunga)
  - The Stage von Avenged Sevenfold (Autoren: Zachary Baker, Brian Haner, Matthew Sanders, Jonathan Seward, Brooks Wackerman)

Bestes Rock-Album (Best Rock Album):
- A Deeper Understanding von The War on Drugs
- nominiert waren außerdem:
  - Emperor of Sand von Mastodon
  - Hardwired…to Self-Destruct von Metallica
  - The Stories We Tell Ourselves von Nothing More
  - Villains von den Queens of the Stone Age

## Alternative
Bestes Alternative-Album (Best Alternative Music Album):
- Sleep Well Beast von The National
- nominiert waren außerdem:
  - Everything Now von Arcade Fire
  - Humanz von den Gorillaz
  - American Dream von LCD Soundsystem
  - Pure Comedy von Father John Misty

## Rhythm & Blues
Beste R&B-Darbietung (Best R&B Performance):
- That’s What I Like von Bruno Mars
- nominiert waren außerdem:
  - Get You von Daniel Caesar featuring Kali Uchis
  - Distraction von Kehlani
  - High von Ledisi
  - The Weekend von SZA

Beste Darbietung – Traditioneller R&B (Best Traditional R&B Performance):
- Redbone von Childish Gambino
- nominiert waren außerdem:
  - Laugh and Move On vom Baylor Project
  - What I’m Feelin’ von Anthony Hamilton
  - All the Way von Ledisi
  - Still von Mali Music

Bester R&B-Song (Best R&B Song):
- That’s What I Like von Bruno Mars (Autoren: Christopher Brody Brown, James Fauntleroy, Philip Lawrence, Bruno Mars, Ray Charles McCullough II, Jeremy Reeves, Ray Romulus, Jonathan Yip)
- nominiert waren außerdem:
  - First Began von PJ Morton (Autor: Paul Morton Jr.)
  - Location von Khalid (Autoren: Alfredo Gonzalez, Olatunji Ige, Samuel David Jiminez, Christopher McClenney, Khalid Robinson, Joshua Scruggs)
  - Redbone von Childish Gambino (Autoren: Donald Glover, Ludwig Goransson)
  - Supermodel von SZA (Autoren: Tyran Donaldson, Terrence Henderson, Greg Landfair Jr., Solana Rowe, Pharrell Williams)

Bestes Urban-Contemporary-Album (Best Urban Contemporary Album):
- Starboy von The Weeknd
- nominiert waren außerdem:
  - Free 6lack von 6lack
  - “Awaken, My Love!” von Childish Gambino
  - American Teen von Khalid
  - Ctrl von SZA

Bestes R&B-Album (Best R&B Album):
- 24k Magic von Bruno Mars
- nominiert waren außerdem:
  - Freudian von Daniel Caesar
  - Let Love Rule von Ledisi
  - Gumbo von PJ Morton
  - Feel the Real von Musiq Soulchild

## Rap
Beste Rap-Darbietung (Best Rap Performance):
- Humble von Kendrick Lamar
- nominiert waren außerdem:
  - Bounce Back von Big Sean
  - Bodak Yellow von Cardi B
  - 4:44 von Jay-Z
  - Bad and Boujee von Migos featuring Lil Uzi Vert

Beste Darbietung – Rap/Gesang (Best Rap/Sung Performance):
- Loyalty von Kendrick Lamar featuring Rihanna
- nominiert waren außerdem:
  - Prblms von 6lack
  - Crew von GoldLink featuring Brent Faiyaz & Shy Glizzy
  - Family Feud von Jay-Z featuring Beyoncé
  - Love Galore von SZA featuring Travis Scott

Bester Rap-Song (Best Rap Song):
- Humble von Kendrick Lamar (Autoren: Kendrick Lamar Duckworth, Asheton Hogan, Michael Len Williams II)
- nominiert waren außerdem:
  - Bodak Yellow von Cardi B (Autoren: Dieuson Octave, Klenord Raphael, Shaftizm, Jordan Thorpe, Washpoppin, J. White)
  - Chase Me von DJ Danger Mouse featuring Run the Jewels & Big Boi (Autoren: Judah Bauer, Brian Burton, Hector Delgado, Jaime Meline, Antwan Patton, Michael Render, Russell Simins, Jon Spencer)
  - Sassy von Rapsody (Autoren: Marlanna Evans, Eric Gabouer)
  - The Story of O. J. von Jay-Z (Autoren: Shawn Carter, Dion Wilson)

Bestes Rap-Album (Best Rap Album):
- Damn von Kendrick Lamar
- nominiert waren außerdem:
  - 4:44 von Jay-Z
  - Culture von Migos
  - Laila’s Wisdom von Rapsody
  - Flower Boy von Tyler, The Creator

## Country
Beste Country-Solodarbietung (Best Country Solo Performance):
- Either Way von Chris Stapleton
- nominiert waren außerdem:
  - Body Like a Back Road von Sam Hunt
  - Losing You von Alison Krauss
  - Tin Man von Miranda Lambert
  - I Could Use a Love Song von Maren Morris

Beste Countrydarbietung eines Duos oder einer Gruppe (Best Country Duo/Group Performance):
- Better Man von Little Big Town
- nominiert waren außerdem:
  - It Ain’t My Fault von den Brothers Osborne
  - My Old Man von der Zac Brown Band
  - You Look Good von Lady Antebellum
  - Drinkin’ Problem von Midland

Bester Countrysong (Best Country Song):
- Broken Halos von Chris Stapleton (Autoren: Mike Henderson, Chris Stapleton)
- nominiert waren außerdem:
  - Better Man von Little Big Town (Autorin: Taylor Swift)
  - Body Like a Back Road von Sam Hunt (Autoren: Zach Crowell, Sam Hunt, Shane McAnally, Josh Osborne)
  - Drinkin’ Problem von Midland (Autoren: Jess Carson, Cameron Duddy, Mark Wystrach, Shane McAnally, Josh Osborne)
  - Tin Man von Miranda Lambert (Autoren: Jack Ingram, Miranda Lambert, Jon Randall)

Bestes Countryalbum (Best Country Album):
- From A Room: Volume 1 von Chris Stapleton
- nominiert waren außerdem:
  - Cosmic Hallelujah von Kenny Chesney
  - Heart Break von Lady Antebellum
  - The Breaker von Little Big Town
  - Life Changes von Thomas Rhett

## New Age
Bestes New-Age-Album (Best New Age Album):
- Dancing on Water von Peter Kater
- nominiert waren außerdem:
  - Reflection von Brian Eno
  - Songversation: Medicine von India.Arie
  - Sacred Journey of Ku-Kai, Volume 5 von Kitarō
  - Spiral Revelation von Steve Roach

## Jazz
Beste Solo-Jazzimprovisation (Best Improvised Jazz Solo):
- Miles Beyond von John McLaughlin (John McLaughlin & the 4th Dimension)
- nominiert waren außerdem:
  - Can’t Remember Why von Sara Caswell (Chuck Owen and the Jazz Surge)
  - Dance of Shiva von Billy Childs
  - Whisper Not von Fred Hersch
  - Ilimba von Chris Potter

Bestes Jazz-Gesangsalbum (Best Jazz Vocal Album):
- Dreams and Daggers von Cécile McLorin Salvant
- nominiert waren außerdem:
  - The Journey vom Baylor Project
  - A Social Call vom Jazzmeia Horn
  - Bad Ass and Blind von Raul Midón
  - Porter Plays Porter vom Randy Porter Trio mit Nancy King

Bestes Jazz-Instrumentalalbum (Best Jazz Instrumental Album):
- Rebirth von Billy Childs
- nominiert waren außerdem:
  - Uptown, Downtown vom Bill Charlap Trio
  - Project Freedom von Joey DeFrancesco + the People
  - Open Book von Fred Hersch
  - The Dreamer Is the Dream von Chris Potter

Bestes Album eines Jazz-Großensembles (Best Large Jazz Ensemble Album):
- Bringin’ It von der Christian McBride Big Band
- nominiert waren außerdem:
  - Monk’estra, Vol. 2 von John Beasley
  - Jigsaw von der Alan Ferber Big Band
  - Homecoming von Vince Mendoza & WDR Big Band Cologne
  - Whispers on the Wind von Chuck Owen and the Jazz Surge

Bestes Latin-Jazz-Album (Best Latin Jazz Album):
- Jazz Tango vom Pablo Ziegler Trio
- nominiert waren außerdem:
  - Hybrido – From Rio to Wayne Shorter von Antonio Adolfo
  - Oddara von Jane Bunnett & Maqueque
  - Outra Coisa – The Music of Moacir Santos von Anat Cohen & Marcello Gonçalves
  - Típico von Miguel Zenón

## Gospel / Christliche Popmusik
Beste Darbietung / bester Song Gospel (Best Gospel Performance / Song):
- Never Have to Be Alone von CeCe Winans (Autoren: Dwan Hill, Alvin Love III)
- nominiert waren außerdem:
  - Too Hard Not To von Tina Campbell (Autoren: Tina Campbell, Warryn Campbell)
  - You Deserve It von JJ Hairston & Youthful Praise featuring Bishop Cortez Vaughn (Autoren: David Bloom, JJ Hairston, Phontane Demond Reed, Cortez Vaughn)
  - Better Days von Le’Andria
  - My Life von der Walls Group (Autoren: Warryn Campbell, Eric Dawkins, Damien Farmer, Damon Thomas, Ahjah Walls, Darrel Walls)

Bester Darbietung / bester Song der christlichen Popmusik (Best Contemporary Christian Music Performance / Song):
- What a Beautiful Name von Hillsong Worship (Autoren: Ben Fielding, Brooke Ligertwood)
- nominiert waren außerdem:
  - Oh My Soul von Casting Crowns (Autoren: Mark Hall, Bernie Herms)
  - Clean von Natalie Grant (Autorin: Natalie Grant)
  - Even If von MercyMe (Autoren: David Garcia, Ben Glover, Crystal Lewis, Tim Timmons, MercyMe)
  - Hills and Valleys von Tauren Wells (Autoren: Chuck Butler, Jonathan Smith, Tauren Wells)

Bestes Gospel-Album (Best Gospel Album):
- Let Them Fall in Love von CeCe Winans
- nominiert waren außerdem:
  - Crossover: Live from Music City von Travis Greene
  - Bigger Than Me von Le’Andria
  - Close von Marvin Sapp
  - Sunday Song von Anita Wilson

Bestes Album der christlichen Popmusik (Best Contemporary Christian Music Album):
- Chain Breaker von Zach Williams
- nominiert waren außerdem:
  - Rise von Danny Gokey
  - Echoes (Deluxe Edition) von Matt Maher
  - Lifer von MercyMe
  - Hills and Valleys von Tauren Wells

Bestes Roots-Gospel-Album (Best Roots Gospel Album):
- Sing It Now: Songs of Faith & Hope von Reba McEntire
- nominiert waren außerdem:
  - The Best of the Collingsworth Family – Volume 1 von der Collingsworth Family
  - Give Me Jesus von Larry Cordle
  - Resurrection von Joseph Habedank
  - Hope for All Nations von Karen Peck and New River

## Latin
Bestes Latin-Pop-Album (Best Latin Pop Album):
- El Dorado von Shakira
- nominiert waren außerdem:
  - Lo único constante von Alex Cuba
  - Mis planes son amarte von Juanes
  - Amar y vivir – en vivo desde la ciudad de México, 2017 von La Santa Cecilia
  - Musas (un homenaje al folclore latinoamericano en manos de los Macorinos) von Natalia Lafourcade

Bestes Latin-Rock-, Urban- oder Alternative-Album (Best Latin Rock, Urban or Alternative Album):
- Residente von Residente
- nominiert waren außerdem:
  - Ayo von Bomba Estéreo
  - Pa’ fuera von C4 Trío & Desorden Público
  - Salvavidas de hielo von Jorge Drexler
  - El paradise von den Amigos Invisibles

Bestes Album mit regionaler mexikanischer Musik einschließlich Tejano (Best Regional Mexican Music Album – Including Tejano):
- Arriero somos versiones acústicas von Aida Cuevas
- nominiert waren außerdem:
  - Ni diablo ni santo von Julión Álvarez y su Norteño Banda
  - Ayer y hoy von Banda El Redodo de Cruz Lizárraga
  - Momentos von Alex Campos
  - Zapateando en el norte von verschiedenen Interpreten (Produzent: Humberto Novoa)

Bestes Tropical-Latinalbum (Best Tropical Latin Album):
- Salsa Big Band von Rubén Blades, Roberto Delgado & Orquesta
- nominiert waren außerdem:
  - Albita von Albita
  - Art of the Arrangement von Doug Beavers
  - Gente valiente von Silvestre Dangond
  - Indestructible von Diego el Cigala

## Amerikanische Wurzeln (American Roots)
Beste American-Roots-Darbietung (Best American Roots Performance):
- Killer Diller Blues von den Alabama Shakes
- nominiert waren außerdem:
  - Let My Mother Live von den Blind Boys of Alabama
  - Arkansas Farmboy von Glen Campbell
  - Steer Your Way von Leonard Cohen
  - I Never Cared for You von Alison Krauss

Bestes American-Roots-Lied (Best American Roots Song):
- If We Were Vampires von Jason Isbell and the 400 Unit (Autor: Jason Isbell)
- nominiert waren außerdem:
  - Cumberland Gap von David Rawlings (Autoren: David Rawlings, Gillian Welch)
  - I Wish You Well von den Mavericks (Autoren: Raul Malo, Alan Miller)
  - It Ain’t Over Yet von Rodney Crowell featuring Rosanne Cash & John Paul White (Autor: Rodney Crowell)
  - My Only True Friend von Gregg Allman (Autoren: Gregg Allman, Scott Sharrard)

Bestes Americana-Album (Best Americana Album):
- The Nashville Sound von Jason Isbell and the 400 Unit
- nominiert waren außerdem:
  - Southern Blood von Gregg Allman
  - Shine on Rainy Day von Brent Cobb
  - Beast Epic von Iron & Wine
  - Brand New Day von den Mavericks

Bestes Bluegrass-Album (Best Bluegrass Album):
- Laws of Gravity von den Infamous Stringdusters
- nominiert waren außerdem:
  - Fiddler’s Dream von Michael Cleveland
  - Original von Bobby Osborne
  - Universal Favorite von Noam Pikelny
  - All the Rage – In Concert Volume One (live) von Rhonda Vincent and the Rage

Bestes traditionelles Blues-Album (Best Traditional Blues Album):
- Blue & Lonesome von den Rolling Stones
- nominiert waren außerdem:
  - Migration Blues von Eric Bibb
  - Elvin Bishop’s Big Fun Trio vom Elvin Bishop’s Big Fun Trio
  - Roll and Tumble von R. L. Boyce
  - Sonny & Brownie’s Last Train von Guy Davis & Fabrizio Poggi

Bestes zeitgenössisches Blues-Album (Best Contemporary Blues Album):
- TajMo von Taj Mahal & Keb’ Mo’
- nominiert waren außerdem:
  - Robert Cray & Hi Rhythm von Robert Cray & Hi Rhythm
  - Recorded Live in Lafayette von Sonny Landreth
  - Got Soul von Robert Randolph and the Family Band
  - Live from the Fox Oakland von der Tedeschi Trucks Band

Bestes Folkalbum (Best Folk Album):
- Mental Illness von Aimee Mann
- nominiert waren außerdem:
  - Semper femina von Laura Marling
  - The Queen of Hearts von Offa Rex
  - You Don’t Own Me Anymore von den Secret Sisters
  - The Laughing Apple von Yusuf / Cat Stevens

Bestes Album mit Musik mit regionalen Wurzeln (Best Regional Roots Music Album):
- Kalenda von den Lost Bayou Ramblers
- nominiert waren außerdem:
  - Top of the Mountain von Dwayne Dopsie and the Zydeco Hellraisers
  - Hoʻokena 3.0 von Hoʻokena
  - Miyo Kekisepa, Make a Stand (live) von Northern Cree
  - Pua kiele von Josh Tatofi

## Reggae
Bestes Reggae-Album (Best Reggae Album):
- Stony Hill von Damian “Jr. Gong” Marley
- nominiert waren außerdem:
  - Chronology von Chronixx
  - Lost in Paradise von Common Kings
  - Wash House Ting von J Boog
  - Avrakedabra von Morgan Heritage

## Weltmusik
Bestes Weltmusikalbum (Best World Music Album):
- Shaka Zulu Revisited: 30th Anniversary Celebration von Ladysmith Black Mambazo
- nominiert waren außerdem:
  - Memoria de los sentidos von Vicente Amigo
  - Para mi von Buika
  - Rosa dos ventos von Anat Cohen & Trio Brasileiro
  - Elwan von Tinariwen

## Für Kinder
Bestes Kinderalbum (Best Children’s Album):
- Feel What U Feel Lisa Loeb
- nominiert waren außerdem:
  - Brighter Side von Gustafer Yellowgold
  - Lemonade von Justin Roberts
  - Rise Shin #Woke von den Alphabet Rockers
  - Songs of Peace & Love for Kids & Parents Around the World von Ladysmith Black Mambazo

## Sprache
Bestes gesprochenes Album (eingeschlossen Lyrik, Hörbücher und Storytelling) (Best Spoken Word Album – includes poetry, audio books & storytelling):
- The Princess Diarist von Carrie Fisher
- nominiert waren außerdem:
  - Astrophysics for People in a Hurry von Neil deGrasse Tyson
  - Born to Run von Bruce Springsteen
  - Confessions of a Serial Songwriter von Shelly Peiken
  - Our Revolution: A Future to Believe In von Bernie Sanders und Mark Ruffalo

## Comedy
Bestes Comedyalbum (Best Comedy Album):
- The Age of Spin & Deep in the Heart of Texas von Dave Chappelle
- nominiert waren außerdem:
  - Cinco von Jim Gaffigan
  - Jerry Before Seinfeld von Jerry Seinfeld
  - A Speck of Dust von Sarah Silverman
  - What Now? von Kevin Hart

## Musical-Theater
Bestes Musical-Theater-Album (Best Musical Theater Album):
- Dear Evan Hansen von der Original Broadway Cast mit Ben Platt (Produzenten: Alex Lacamoire, Stacey Mindich, Benj Pasek, Justin Paul; Text und Musik: Benj Pasek, Justin Paul)
- nominiert waren außerdem:
  - Come from Away von der Original Broadway Cast (Produzenten: Ian Eisendrath, August Eriksmoen, David Hein, David Lai, Irene Sankoff; Text und Musik: David Hein, Irene Sankoff)
  - Hello, Dolly! von der New Broadway Cast mit Bette Midler (Produzent: Steven Epstein; Text und Musik: Jerry Herman)

## Musik für visuelle Medien (Film, Fernsehen, Videospiele usw.)
Bester zusammengestellter Soundtrack für visuelle Medien (Best Compilation Soundtrack for Visual Media):
- La La Land von verschiedenen Interpreten
- nominiert waren außerdem:
  - Baby Driver von verschiedenen Interpreten
  - Guardians of the Galaxy Vol. 2: Awesome Mix Vol. 2 von verschiedenen Interpreten
  - Hidden Figures: The Album von verschiedenen Interpreten
  - Moana: The Songs von verschiedenen Interpreten

Bester komponierter Soundtrack für visuelle Medien (Best Score Soundtrack for Visual Media):
- La La Land von Justin Hurwitz
- nominiert waren außerdem:
  - Arrival von Jóhann Jóhannsson
  - Dunkirk von Hans Zimmer
  - Game of Thrones: Season 7 von Ramin Djawadi
  - Hidden Figures: The Album von Benjamin Wallfisch, Pharrell Williams und Hans Zimmer

Bester Song geschrieben für visuelle Medien (Best Song Written for Visual Media):
- How Far I’ll Go von Auliʻi Cravalho (Autor: Lin-Manuel Miranda; Film: Vaiana)
- nominiert waren außerdem:
  - City of Stars von Ryan Gosling & Emma Stone (Autoren: Justin Hurwitz, Benj Pasek, Justin Paul; Film: La La Land)
  - I Don’t Wanna Live Forever von Zayn & Taylor Swift (Autoren: Jack Antonoff, Sam Dew, Taylor Swift; Film: Fifty Shades Darker)
  - Never Give Up von Sia (Autoren: Sia Furler, Greg Kurstin; Film: Lion)
  - Stand Up for Something von Andra Day featuring Common (Autoren: Lonnie Rashid Lynn, Diane Warren; Film: Marshall)

## Komposition/Arrangement
Beste Instrumentalkomposition (Best Instrumental Composition):
- Three Revolutions von Arturo O’Farrill & Chucho Valdés (Komponist: Arturo O’Farrill)
- nominiert waren außerdem:
  - Alkaline von den Le Boeuf Brothers & Jack Quartet (Komponist: Pascal Le Boeuf)
  - Choros #3 von Vince Mendoza und der WDR Big Band Cologne (Komponist: Vince Mendoza)
  - Home Free (For Peter Joe) von Nate Smith (Komponist: Nate Smith)
  - Warped Cowboy von Chuck Owen and the Jazz Surge (Komponist: Chuck Owen)

Bestes Instrumental- oder A-cappella-Arrangement (Best Arrangement, Instrumental or A Cappella):
- Escapades for Alto Saxophone and Orchestra from Catch Me If You Can von John Williams (Arrangeur: John Williams)
- nominiert waren außerdem:
  - All Hat, No Saddle von Chuck Owen and the Jazz Surge (Arrangeur: Chuck Owen)
  - Home Free (For Peter Joe) von Nate Smith (Arrangeur: Nate Smith)
  - Ugly Beauty / Pannonica von John Beasley (Arrangeur: John Beasley)
  - White Christmas von Herb Alpert (Arrangeur: Chris Walden)

Bestes Arrangement von Instrumenten und Gesang (Best Arrangement, Instruments and Vocals):
- Putin von Randy Newman (Arrangeur: Randy Newman)
- nominiert waren außerdem:
  - Another Day of Sun von der La La Land Cast (Arrangeur: Justin Hurwitz)
  - Every Time We Say Goodbye von Clint Holmes featuring Jane Monheit (Arrangeur: Jorge Calandrelli)
  - I Like Myself von Seth MacFarlane (Arrangeur: Joel McNeely)
  - I Loves You Porgy / There’s a Boat That’s Leavin’ Soon for New York von Clint Holmes featuring Dee Dee Bridgewater and the Count Basie Orchestra (Arrangeure: Shelly Berg, Gregg Field, Gordon Goodwin, Clint Holmes)

## Sonderausgaben
Bestes Aufnahme-Paket (Best Recording Package):
- Geteilter Preis:
  - El orisha de la rosa von Magín Díaz (Künstlerische Leiter: Claudio Roncoli, Cactus Taller)
  - Pure Comedy (Deluxe Edition) von Father John Misty (Künstlerische Leiter: Sasha Barr, Ed Steed, Josh Tillman)
- nominiert waren außerdem:
  - Mura Masa von Mura Masa (Künstlerische Leiter: Alex Crossan, Matt De Jong)
  - Sleep Well Beast von The National (Künstlerische Leiter: Elyanna Blaser-Gould, Luke Hayman, Andrea Trabucco-Campos)
  - Solid State von Jonathan Coulton (Künstlerischer Leiter: Gail Marowitz)

Beste Paket als Box oder limitierte Sonderausgabe (Best Boxed or Special Limited Edition Package):
- The Voyager Golden Record: 40th Anniversary Edition von verschiedenen Interpreten (Künstlerische Leiter: Lawrence Azerrad, Timothy Daly, David Pescovitz)
- nominiert waren außerdem:
  - Bobo Yeye: Belle Epoque in Upper Volta von verschiedenen Interpreten (Künstlerischer Leiter: Tim Breen)
  - Lovely Creatures: The Best of Nick Cave and the Bad Seeds (1984–2014) von Nick Cave and the Bad Seeds (Künstlerischer Leiter: Tom Hingston)
  - May 1977: Get Shown the Light von Grateful Dead (Künstlerischer Leiter: Masaki Koike)
  - Warfaring Strangers: Acid Nightmares von verschiedenen Interpreten (Künstlerische Leiter: Tim Breen, Benjamin Marra, Ken Shipley)

## Begleittexte
Bester Album-Begleittext (Best Album Notes):
- Live at the Whisky A Go Go: The Complete Recordings von Otis Redding (Verfasser: Lynell George)
- nominiert waren außerdem:
  - Arthur Q. Smith: The Trouble with the Truth von verschiedenen Interpreten (Verfasser: Wayne Bledsoe, Bradley Reeves)
  - Big Bend Killing: The Appalachian Ballad Tradition von verschiedenen Interpreten (Verfasser: Ted Olson)
  - The Complete Piano Works of Scott Joplin von Richard Dowling (Verfasser: Bryan S. Wright)
  - Edouard-Léon Scott De Martinville, Inventor of Sound Recording: A Bicentennial Tribute von verschiedenen Interpreten (Verfasser: David Giovannoni)
  - Washington Phillips and His Manzarene Dreams von Washington Phillips (Verfasser: Michael Corcoran)

## Historisches
Bestes historisches Album (Best Historical Album):
- Leonard Bernstein – The Composer von Leonard Bernstein (Produzent der Zusammenstellung: Robert Russ; Technik: Martin Kistner, Andreas K. Meyer)
- nominiert waren außerdem:
  - Bobo Yeye: Belle Epoque in Upper Volta von verschiedenen Interpreten (Produzenten der Zusammenstellung: Jon Kirby, Florent Mazzoleni, Rob Sevier, Ken Shipley; Technik: Jeff Lipton, Maria Rice)
  - The Goldberg Variations – The Complete Unreleased Recording Sessions June 1955 von Glenn Gould (Produzent der Zusammenstellung: Robert Russ; Technik: Matthias Erb, Martin Kistner, Andreas K. Meyer)
  - Sweet As Broken Dates: Lost Somali Tapes from the Horn of Africa von verschiedenen Interpreten (Produzenten der Zusammenstellung: Nicolas Sheikholeslami, Vik Sohonie; Technik: Michael Graves)
  - Washington Phillips and His Manzarene Dreams von Washington Phillips (Produzenten der Zusammenstellung: Michael Corcoran, April G. Ledbetter, Steven Lance Ledbetter; Technik: Michael Graves)

## Produktion, ohne Klassik
Beste Abmischung eines Albums (Best Engineered Album):
- 24k Magic von Bruno Mars (Technik: Serban Ghenea, John Hanes, Charles Moniz; Mastering: Tom Coyne)
- nominiert waren außerdem:
  - Every Where Is Some Where von K. Flay (Technik: Brent Arrowood, Miles Comaskey, JT Daly, Tommy English, Kristine Flaherty, Adam Hawkins, Chad Howat, Tony Maserati; Mastering: Joe LaPorta)
  - Is This the Life We Really Want? von Roger Waters (Technik: Nigel Godrich, Sam Petts-Davies, Darrell Thorp; Mastering: Bob Ludwig)
  - Natural Conclusion von Rose Cousins (Technik: Ryan Freeland; Mastering: Joao Carvalho)
  - No Shape von Perfume Genius (Technik: Shawn Everett, Joseph Lorge; Mastering: Patricia Sullivan)

Produzent des Jahres, ohne Klassik (Producer of the Year, Non-Classical):
- Greg Kurstin
- nominiert waren außerdem:
  - Calvin Harris
  - Blake Mills
  - No I. D.
  - The Stereotypes

Beste Remix-Aufnahme (Best Remixed Recording):
- You Move von Depeche Mode: Latroit Remix von Dennis White
- nominiert waren außerdem:
  - Can’t Let You Go von Loleatta Holloway: Louie Vega Roots Mix
  - Funk o’ de Funk von Bobby Rush: SMLE Remix
  - Undercover von Kehlani: Adventure Club Remix von Leighton James und Christian Srigley
  - A Violent Noise von The xx: Four Tet Remix

## Produktion, Raumklang
Bestes Raumklang-Album (Best Surround Sound Album):
- Early Americans von Jane Ira Bloom (Technik: Jim Anderson, Darcy Proper, Jane Ira Bloom)
- nominiert waren außerdem:
  - Kleiberg: Mass for Modern Man vom Trondheim Symphony Orchestra and Choir unter Leitung von Eivind Gullberg Jensen (Technik: Morten Lindberg)
  - So Is My Love vom Ensemble 96 unter Leitung von Nina T. Karlsen (Technik: Morten Lindberg)
  - 3-D the Catalogue von Kraftwerk (Technik: Fritz Hilpert, Tom Ammermann)
  - Tyberg: Masses von Christopher Jacobson und dem South Dakota Chorale unter Leitung von Brian A. Schmidt (Technik: Jesse Brayman, Blanton Alspaugh)

## Produktion, Klassik
Beste Abmischung eines Albums (Best Engineered Album):
- Schostakowitsch: 5. Sinfonie; Barber: Adagio vom Pittsburgh Symphony Orchestra unter Leitung von Manfred Honeck (Technik: Mark Donahue)
- nominiert waren außerdem:
  - Danielpour: Songs of Solitude & War Songs von Thomas Hampson und der Nashville Symphony unter Leitung von Giancarlo Guerrero (Technik: Gary Call)
  - Kleiberg: Mass for Modern Man vom Trondheim Vokalensemble & Trondheim Symphony Orchestra unter Leitung von Eivind Gullberg Jensen (Technik: Morten Lindberg)
  - Schoenberg: American Symphony; Finding Rothko; Picture Studies von der Kansas City Symphony unter Leitung von Michael Stern (Technik: Keith O. Johnson, Sean Royce Martin)
  - Tyberg: Masses von Christopher Jacobson und dem South Dakota Chorale unter Leitung von Brian A. Schmidt (Technik: John Newton, Jesse Brayman)

Klassikproduzent des Jahres (Producer of the Year, Classical):
- David Frost
- nominiert waren außerdem:
  - Blanton Alspaugh
  - Manfred Eicher
  - Morten Lindberg
  - Judith Sherman

## Klassische Musik
Beste Orchesterdarbietung (Best Orchestral Performance):
- Schostakowitsch: 5. Sinfonie; Barber: Adagio vom Pittsburgh Symphony Orchestra unter Leitung von Manfred Honeck
- nominiert waren außerdem:
  - Concertos for Orchestra vom Cincinnati Symphony Orchestra unter Leitung von Louis Langrée
  - Copland: Symphony No. 3; Three Latin American Sketches vom Detroit Symphony Orchestra unter Leitung von Leonard Slatkin
  - Debussy: Images; Jeux & La plus que lente von der San Francisco Symphony unter Leitung von Michael Tilson Thomas
  - Mahler: Symphony No. 5 vom Minnesota Orchestra unter Leitung von Osmo Vänskä

Beste Opernaufnahme (Best Opera Recording):
- Berg: Wozzeck von Anne Schwanewilms, Roman Trekel und der Houston Symphony unter Leitung von Hans Graf (Produzent: Hans Graf)
- nominiert waren außerdem:
  - Berg: Lulu von Daniel Brenna, Marlis Petersen, Johan Reuter und dem Metropolitan Opera Orchestra unter Leitung von Lothar Koenigs (Produzent: Jay David Saks)
  - Bizet: Les pêcheurs de perles von Diana Damrau, Mariusz Kwiecień, Matthew Polenzani, Nicolas Testé und dem Metropolitan Opera Orchestra and Chorus unter Leitung von Gianandrea Noseda (Produzent: Jay David Saks)
  - Händel: Ottone von Max Emanuel Cenčić, Lauren Snouffer und Il Pomo d’Oro unter Leitung von George Petrou (Produzent: Jacob Händel)
  - Rimski-Korsakow: The Golden Cockerel von Vladimir Feliauer, Aida Garifullina, Kira Loginova und dem Mariinsky Orchestra & Chorus unter Leitung von Valery Gergiev (Produzent: Ilya Petrov)

Beste Chordarbietung (Best Choral Performance):
- Bryars: The Fifth Century vom Prism Quartet und The Crossing unter Leitung von Donald Nally
- nominiert waren außerdem:
  - Händel: Messiah von Elizabeth DeShong, John Relyea, Andrew Staples, Erin Wall, dem Toronto Symphony Orchestra und dem Toronto Mendelssohn Choir unter Dirigent Andrew Davis und Chorleiter Noel Edison
  - Mansurjan: Requiem von Anja Petersen, Andrew Redmond, dem Münchener Kammerorchester und dem RIAS Kammerchor unter Dirigent Alexander Liebreich und Chorleiter Florian Helgath
  - Music of the Spheres von Tenebrae unter Leitung von Nigel Short
  - Tyberg: Masses von Christopher Jacobson und dem South Dakota Chorale unter Leitung von Brian A. Schmidt

Beste Kammermusik-/Kleinensembledarbietung (Best Chamber Music/Small Ensemble Performance):
- Death and the Maiden vom Saint Paul Chamber Orchestra unter Leitung von Patricia Kopatchinskaja
- nominiert waren außerdem:
  - Buxtehude: Trio Sonatas op. 1 von Arcangelo
  - Divine Theatre – Sacred Motets by Giaches De Wert von Stile Antico
  - Franck, Kurtág, Previn & Schumann von Joyce Yang & Augustin Hadelich
  - Martha Argerich & Friends – Live from Lugano 2016 von Martha Argerich und verschiedenen Interpreten

Bestes klassisches Instrumentalsolo (Best Classical Instrumental Solo):
- Liszt: Transcendental (Études d’exécution transcendante und andere Etüden) von Daniil Trifonov
- nominiert waren außerdem:
  - Bach: The French Suites von Murray Perahia
  - Haydn: Cello Concertos von Steven Isserlis mit der Deutschen Kammerphilharmonie Bremen unter Leitung von Florian Donderer
  - Levina: The Piano Concertos von Maria Lettberg mit dem Rundfunk-Sinfonieorchester Berlin unter Leitung von Ariane Matiakh
  - Schostakowitsch: Violin Concertos Nos. 1 & 2 von Frank Peter Zimmermann mit dem NDR Elbphilharmonie Orchester unter Leitung von Alan Gilbert

Bestes klassisches Sologesangsalbum (Best Classical Solo Vocal Album):
- Crazy Girl Crazy – Music by Gershwin, Berg & Berio von Barbara Hannigan mit dem Orchestra Ludwig
- nominiert waren außerdem:
  - Bach & Telemann: Sacred Cantatas von Philippe Jaroussky mit Ann-Kathrin Brüggemann, Juan de la Rubia und dem Freiburger Barockorchester unter Leitung von Petra Müllejans
  - Gods & Monsters von Nicholas Phan unter Begleitung von Myra Huang (Klavier)
  - In War & Peace – Harmony Through Music von Joyce DiDonato mit Il Pomo d’Oro unter Leitung von Maxim Emelyanychev
  - Sviridov: Russia Cast Adrift von Dmitri Hvorostovsky mit dem St. Petersburg State Symphony Orchestra und dem Style of Five Ensemble unter Leitung von Constantine Orbelian

Bestes klassisches Sammelprogramm (Best Classical Compendium):
- Higdon: All Things Majestic, Viola Concerto & Oboe Concerto von Roberto Díaz, James Button und der Nashville Symphony unter Leitung von Giancarlo Guerrero (Produzent: Tim Handley)
- nominiert waren außerdem:
  - Barbara von Alexandre Tharaud (Produzent: Cécile Lenoir)
  - Kurtág: Complete Works for Ensemble & Choir von Asko|Schönberg und dem Nederlands Radio Choir unter Leitung von Reinbert de Leeuw (Produzent: Guido Tichelman)
  - Les routes de l’esclavage von der Capella Reial de Catalunya, Hespèrion XXI und dem Tembembe Ensamble Continuo unter Leitung von Jordi Savall (Produzent: Benjamin Bleton)
  - Mademoiselle: Première Audience – Unknown Music of Nadia Boulanger von Lucy Mauro und anderen (Produzentin: Lucy Mauro)

Beste zeitgenössische klassische Komposition (Best Contemporary Classical Composition):
- Viola Concerto von Jennifer Higdon (Interpret: Roberto Díaz und der Nashville Symphony unter Leitung von Giancarlo Guerrero)
- nominiert waren außerdem:
  - Concertos for Orchestra von Zhou Tian (Interpret: Cincinnati Symphony Orchestra unter Leitung von Louis Langrée)
  - Picture Studies von Adam Schoenberg (Interpret: Kansas City Symphony unter Leitung von Michael Stern)
  - Requiem von Tigran Mansurjan (Interpret: Münchener Kammerorchester und RIAS Kammerchor unter Leitung von Alexander Liebreich und Florian Helgath)
  - Songs of Solitude von Richard Danielpour (Interpret: Thomas Hampson und der Nashville Symphony unter Leitung von Giancarlo Guerrero)

## Musikvideo / -film
Bestes Musikvideo (Best Music Video):
- Humble von Kendrick Lamar (Regie: The Little Homies, Dave Meyers; Produzenten: Jason Baum, Dave Free, Jamie Rabineau, Nathan K. Scherrer, Anthony Tiffith)
- nominiert waren außerdem:
  - Up All Night von Beck (Regie: Canada; Produzenten: Laura Serra Estorch, Oscar Romagosa)
  - Makeba von Jain (Regie: Lionel Hirle, Gregory Ohrel; Produzent: Yodelice)
  - The Story of O. J. von Jay-Z (Regie: Shawn Carter, Mark Romanek; Produzent: Daniel Midgley)
  - 1-800-273-8255 von Logic featuring Alessia Cara & Khalid (Regie: Andy Hines; Produzent: Andrew Lerios)

Bester Musikfilm (Best Music Film):
- The Defiant Ones von verschiedenen Interpreten (Regie: Allen Hughes; Produzenten: Sarah Anthony, Fritzi Horstman, Broderick Johnson, Gene Kirkwood, Andrew Kosove, Laura Lancaster, Michael Lombardo, Jerry Longarzo, Doug Pray, Steven Williams)
- nominiert waren außerdem:
  - One More Time with Feeling von Nick Cave and the Bad Seeds (Regie: Andrew Dominik; Produzenten: Dulcie Kellett, James Wilson)
  - Long Strange Trip von Grateful Dead (Regie: Amir Bar-Lev; Produzenten: Alex Blavatnik, Ken Dornstein, Eric Eisner, Nick Koskoff, Justin Kreutzmann)
  - Soundbreaking von verschiedenen Interpreten (Regie: Maro Chermayeff, Jeff Dupre; Produzenten: Joshua Bennett, Julia Marchesi, Sam Pollard, Sally Rosenthal, Amy Schewel, Warren Zanes)
  - Two Trains Runnin’ von verschiedenen Interpreten (Regie: Sam Pollard; Produzent: Benjamin Hedin)